# Ree Morton
Ree Morton (Ossining, Nova York, 3 d'agost de 1936 – Chicago, 30 d'abril de 1977) va ser una artista nord-americana. El seu treball, desenvolupat a les dècades de 1960 i 1970, estava vinculat -com la mateixa artista- al moviment feminista.

## Biografia
Va néixer en Ossining, Nova York el 1936. Va estudiar a la Universitat de Rhode Island, a la seva ciutat natal. Més endavant va estudiar a l'escola d'art de Filadèlfia, la Tyler School of Art, on va obtenir un màster en belles arts.
A trenta anys va decidir abandonar els seus tres fills i el seu marit per dedicar-se plenament a l'art i als seus projectes personals.
El 1977, onze anys després, va morir a un accident de tràfic, amb quaranta-un anys.

## Carrera professional
Des dels seus inicis, és relacionada amb el minimalisme i el post minimalisme i entesa en el pop-art, anant en contra de l'expressionisme abstracte i de totes les seves formes d'expressió. A més és considerada una de les artistes implicades en l'origen del moviment feminista.
Els seus inicis com artista consistien en dibuixos a llapis, però a poc a poc va començar a experimentar amb altres materials. Passant així a provar la pintura sobre tela o dibuixos sobre fusta. Va ser llavors, des del 1968 fins al 1977, quan va arriscar en l'ús de diferents formes d'expressió, a part del dibuix, com l'escultura o les instal·lacions. Les seves escultures solen ser de fusta.
No va ser fins al 1970 quan va descobrir que amb les instal·lacions es podien explicar histories i transmetre certes sensacions d'una forma diferent del dibuix. A Morton l'atreia la idea de les instal·lacions per dos motius; podia crear els seus propis mons i els seus escenaris i per la participació del públic a les seves obres, ja que ella no buscava només la contemplació d'una obra, sinó que el mateix espectador pogués participar i interpretar-la segons els seus criteris i emocions.
La creació d'espais propis és una de les idees que envolten les obres de Morton, és per això que l'arquitectura i l'escenografia són dos elements presents en el seu treball. Crea escenaris teatrals, però que siguin alhora quotidians, per això utilitza objectes comuns i fàcilment recognoscibles.
Es caracteritza per l'ús d'un llenguatge retòric i semiòtic, de materials efímers, trobats i quotidians, el que fa que moltes de les seves obres estiguin destinades a deteriorar-se o desaparèixer. És per això que a vegades se la relaciona més amb el Pattern and Decoration o l'abstracció excèntrica.

## Obres
Morton és una artista que va en contra de qualsevol dogma, no es deixa governar ni se sotmet a cap règim artístic tot i que se la relaciona amb el minimalisme. Però no segueix fidelment els seus temes o formes d'expressió. Ella mateixa afirmava que va ser una amant dels mosaics romans d'Orient i ídols sumeris, pel que es consideren les seves inspiracions. Altres relacionaven les seves obres amb el rococó per la seva diversitat en tècniques i colors.
Wood Drawings, realitzada el 1971, són una sèrie de dibuixos a fusta, on experimenta amb la textura del material i les capacitats que aquest l'ofereix. La temàtica no té cap significat com en alguns altres treballs, on el protagonista és el material.
Untitle; realitzada entre el 1971 i el 1972, és una obra que reuneix unes 25 instal·lacions. Es basen en paisatges o fets històrics des del seu punt de vista, de manera que ella representa no la historia, sinó el que opina d'ells o com voldria que fossin.
Va fer moltes obres al llarg de la seva vida però la seva primera exposició important va ser l'any 1975, anomenada Something in the Wind. És una instal·lació d'una escenografia al·legòrica amb més de cent banderes de colors, teixides per ella, on cada una porta un dibuix i un nom propi. Allò que vol no és la contemplació de l'obra, sinó la participació del públic identificar-s'hi amb algunes d'aquestes banderes i interpretant l'obra cadascun des del seu punt de vista.

## Llegat
La seva mort sobtada, en un accident de tràfic, va interrompre el procés artístic de Ree Mordon en el seu moment més àlgid. Però això no va significar el fre definitiu de l'expansió de la seva obra. La primera exposició pòstuma a la seva mort va ser a Nova York l'any 1980. No va ser fins al 2008-2009 no es va tornar a exposar la seva obra, aquesta va ser a Viena, a la Generali Foundation. L'any 2015, al Museo Reina Sofia, es va realitzar l'exposició Sé un lugar, sitúa una imagen, imagina un poema, amb més de 100 obres de Morton realitzades al llarg de la seva carrera (en concret des del 1968 fins al 1977), mostrant així la seva evolució, tant en la tècnica com en els medis per arribar al públic i donar-se a conèixer